# Emily Sundby
Emily Sundby est une costumière ayant travaillé sur les productions en prises de vues réelles de Walt Disney Productions

## Filmographie
- 1968 : The One and Only, Genuine, Original Family Band
- 1968 : Le Cheval aux sabots d'or
- 1968 : Un amour de Coccinelle
- 1969 : Smith !
- 1969 : Un raton nommé Rascal
- 1969 : L'Ordinateur en folie
- 1970 : Du vent dans les voiles
- 1970 : Le Pays sauvage
- 1971 : Un singulier directeur
- 1971 : La Cane aux œufs d'or, conception
- 1971 : Scandalous John
- 1971 : L'Apprentie sorcière
- 1972 : Pas vu, pas pris
- 1972 : 3 Étoiles, 36 Chandelles
- 1972 : Les Aventures de Pot-au-Feu, conception
- 1972 : Napoléon et Samantha, conception
- 1973 : Charley et l'Ange
- 1973 : Superdad
- 1973 : Un petit Indien, conception
- 1973 : Nanou, fils de la Jungle, conception
- 1974 : Le Nouvel Amour de Coccinelle
- 1974 : L'Île sur le toit du monde
- 1974 : Un cowboy à Hawaï, conception
- 1975 : L'Homme le plus fort du monde
- 1975 : La Montagne ensorcelée
- 1975 : Le Gang des chaussons aux pommes
- 1976 : La Folle Escapade
- 1976 : Le Trésor de Matacumba
- 1976 : Gus
- 1976 : Un vendredi dingue, dingue, dingue
- 1976 : Un candidat au poil
- 1977 : La Coccinelle à Monte-Carlo
- 1977 : Peter et Elliott le dragon
- 1978 : Le Chat qui vient de l'espace
- 1978 : Tête brûlée et pied tendre (Hot Lead and Cold Feet) de Robert Butler
- 1979 : The North Avenue Irregulars